# 2017-es IIHF divízió II-es jégkorong-világbajnokság
A 2017-es IIHF divízió II-es jégkorong-világbajnokság A csoportjának mérkőzéseit Galațiban, Romániában rendezték április 3. és 9. között. A B csoport mérkőzéseit Aucklandban, Új-Zélandon rendezték április 4. és 10. között.

## A csoport

### Résztvevők
| Csapat        | Kvalifikáció                                            |
| ------------- | ------------------------------------------------------- |
| Románia       | Rendező, a 2016-os divízió I/B 6. helyezettje, kiesett. |
| Spanyolország | A 2016-os divízió II/A 2. helyezettje.                  |
| Belgium       | A 2016-os divízió II/A 3. helyezettje.                  |
| Szerbia       | A 2016-os divízió II/A 4. helyezettje.                  |
| Izland        | A 2016-os divízió II/A 5. helyezettje.                  |
| Ausztrália    | a 2016-os divízió II/B 1. helyezettje, feljutott.       |

### Tabella
| Hely. | Csapat        | M | Gy | HGy | HV | V | G+ | G– | Gk  | P  | Továbbjutás vagy kiesés    |
| ----- | ------------- | - | -- | --- | -- | - | -- | -- | --- | -- | -------------------------- |
| 1.    | Románia (R)   | 5 | 4  | 0   | 0  | 1 | 24 | 5  | +19 | 12 | Feljutott a divízió I B-be |
| 2.    | Ausztrália    | 5 | 3  | 1   | 0  | 1 | 16 | 13 | +3  | 11 |                            |
| 3.    | Szerbia       | 5 | 2  | 0   | 2  | 1 | 23 | 15 | +8  | 8  |                            |
| 4.    | Belgium       | 5 | 2  | 0   | 0  | 3 | 17 | 27 | −10 | 6  |                            |
| 5.    | Izland        | 5 | 2  | 0   | 0  | 3 | 10 | 20 | −10 | 6  |                            |
| 6.    | Spanyolország | 5 | 0  | 1   | 0  | 4 | 13 | 23 | −10 | 2  | Kiesett a divízió II B-be  |

1. 1 2  Izland 3–9 Belgium

### Mérkőzések
A mérkőzések kezdési időpontjai helyi idő szerint (UTC+3) értendők.
| 2017. április 3. 13:00 | Ausztrália | 4–3 (h.u.) (1–1, 0–1, 2–1) (h.u.: 1–0) | Szerbia | Galați Skating Rink, Galați Nézőszám: 250 |

| Jegyzőkönyv | Jegyzőkönyv    | Jegyzőkönyv                                    | Jegyzőkönyv       | Jegyzőkönyv                                                                    |
| --- | -------------- | ---------------------------------------------- | ----------------- | ------------------------------------------------------------------------------ |
| | Anthony Kimlin | Kapusok                                        | Arsenije Ranković | Játékvezető: Ramon Sterkens Vonalbírók: Sikó Szilárd Levente Vladimir Yefremov |
| \| Darge (Tesarik) – 07:28 \| 1–0 \| \| \| \| 1–1 \| 14:47 – Luković (Milovanović, Crnogorac) (PP2) \| \| \| 1–2 \| 31:33 – Milovanović (Popravko, Crnogorac) \| \| Powell (Humphries) – 41:20 \| 2–2 \| \| \| Rezek (Malloy, Todd) (PP) – 41:55 \| 3–2 \| \| \| \| 3–3 \| 55:26 – Sretoviċ (Popravko, Đumić) \| \| Rezek (L. Webster, Woodman) (PP) – 61:17 \| 4–3 \| \| |                |                                                |                   | Játékvezető: Ramon Sterkens Vonalbírók: Sikó Szilárd Levente Vladimir Yefremov |
| 16 perc | Büntetések     | 10 perc                                        |                   | Játékvezető: Ramon Sterkens Vonalbírók: Sikó Szilárd Levente Vladimir Yefremov |
| 29 | Lövések        | 44                                             |                   | Játékvezető: Ramon Sterkens Vonalbírók: Sikó Szilárd Levente Vladimir Yefremov |
| Darge (Tesarik) – 07:28 | 1–0            |                                                |                   | Játékvezető: Ramon Sterkens Vonalbírók: Sikó Szilárd Levente Vladimir Yefremov |
| | 1–1            | 14:47 – Luković (Milovanović, Crnogorac) (PP2) |                   | Játékvezető: Ramon Sterkens Vonalbírók: Sikó Szilárd Levente Vladimir Yefremov |
| | 1–2            | 31:33 – Milovanović (Popravko, Crnogorac)      |                   | Játékvezető: Ramon Sterkens Vonalbírók: Sikó Szilárd Levente Vladimir Yefremov |
| Powell (Humphries) – 41:20 | 2–2            |                                                |                   |                                                                                |
| Rezek (Malloy, Todd) (PP) – 41:55 | 3–2            |                                                |                   |                                                                                |
| | 3–3            | 55:26 – Sretoviċ (Popravko, Đumić)             |                   |                                                                                |
| Rezek (L. Webster, Woodman) (PP) – 61:17 | 4–3            |                                                |                   |                                                                                |

| 2017. április 3. 16:30 | Spanyolország | 2–3 (1–2, 1–1, 0–0) | Izland | Galați Skating Rink, Galați Nézőszám: 190 |

| Jegyzőkönyv | Jegyzőkönyv    | Jegyzőkönyv                          | Jegyzőkönyv     | Jegyzőkönyv                                                      |
| --- | -------------- | ------------------------------------ | --------------- | ---------------------------------------------------------------- |
| | Ignacio García | Kapusok                              | Dennis Hedström | Játékvezető: Aaro Brannare Vonalbírók: Markus Eberl Máthé István |
| \| \| 0–1 \| 00:07 – Maack (Björnsson) \| \| Boronat (Solórzano) – 04:48 \| 1–1 \| \| \| \| 1–2 \| 07:20 – Leifsson (PP) \| \| González (A. García, Quevedo) (PP) – 37:09 \| 2–2 \| \| \| \| 2–3 \| 38:59 – Pålsson (Maack, R. Hedström) \| |                |                                      |                 | Játékvezető: Aaro Brannare Vonalbírók: Markus Eberl Máthé István |
| 4 perc | Büntetések     | 12 perc                              |                 | Játékvezető: Aaro Brannare Vonalbírók: Markus Eberl Máthé István |
| 41 | Lövések        | 22                                   |                 | Játékvezető: Aaro Brannare Vonalbírók: Markus Eberl Máthé István |
| | 0–1            | 00:07 – Maack (Björnsson)            |                 | Játékvezető: Aaro Brannare Vonalbírók: Markus Eberl Máthé István |
| Boronat (Solórzano) – 04:48 | 1–1            |                                      |                 | Játékvezető: Aaro Brannare Vonalbírók: Markus Eberl Máthé István |
| | 1–2            | 07:20 – Leifsson (PP)                |                 | Játékvezető: Aaro Brannare Vonalbírók: Markus Eberl Máthé István |
| González (A. García, Quevedo) (PP) – 37:09 | 2–2            |                                      |                 |                                                                  |
| | 2–3            | 38:59 – Pålsson (Maack, R. Hedström) |                 |                                                                  |

| 2017. április 3. 20:00 | Belgium | 1–9 (1–2, 0–3, 0–4) | Románia | Galați Skating Rink, Galați Nézőszám: 2230 |

| Jegyzőkönyv | Jegyzőkönyv    | Jegyzőkönyv                              | Jegyzőkönyv            | Jegyzőkönyv                                                               |
| --- | -------------- | ---------------------------------------- | ---------------------- | ------------------------------------------------------------------------- |
| | Arthur Legrand | Kapusok                                  | Tőke Zoltán Onodi Ottó | Játékvezető: Andrei Shrubok Vonalbírók: Lodewyk Beelen Stian Losneslokken |
| \| Paulus (V. Morgan, M. Morgan) – 05:29 \| 1–0 \| \| \| \| 1–1 \| 11:23 – Mihály (Gliga, Fodor) \| \| \| 1–2 \| 19:42 – Mihály (Gliga, Nagy) \| \| \| 1–3 \| 23:11 – Mihály (Bíró M., Georgescu) (PP) \| \| \| 1–4 \| 27:40 – Irimia (Bíró M., Bíró O.) (PP) \| \| \| 1–5 \| 34:34 – Mihály (Fodor) \| \| \| 1–6 \| 43:17 – Fodor (Gliga) \| \| \| 1–7 \| 47:30 – Mihály (Gliga, Rokaly Sz.) \| \| \| 1–8 \| 54:36 – Sallo (Bíró G., Bíró M.) \| \| \| 1–9 \| 58:21 – Bocu (Gecse, Georgescu) \| |                |                                          |                        | Játékvezető: Andrei Shrubok Vonalbírók: Lodewyk Beelen Stian Losneslokken |
| 12 perc | Büntetések     | 4 perc                                   |                        | Játékvezető: Andrei Shrubok Vonalbírók: Lodewyk Beelen Stian Losneslokken |
| 21 | Lövések        | 39                                       |                        | Játékvezető: Andrei Shrubok Vonalbírók: Lodewyk Beelen Stian Losneslokken |
| Paulus (V. Morgan, M. Morgan) – 05:29 | 1–0            |                                          |                        | Játékvezető: Andrei Shrubok Vonalbírók: Lodewyk Beelen Stian Losneslokken |
| | 1–1            | 11:23 – Mihály (Gliga, Fodor)            |                        | Játékvezető: Andrei Shrubok Vonalbírók: Lodewyk Beelen Stian Losneslokken |
| | 1–2            | 19:42 – Mihály (Gliga, Nagy)             |                        | Játékvezető: Andrei Shrubok Vonalbírók: Lodewyk Beelen Stian Losneslokken |
| | 1–3            | 23:11 – Mihály (Bíró M., Georgescu) (PP) |                        |                                                                           |
| | 1–4            | 27:40 – Irimia (Bíró M., Bíró O.) (PP)   |                        |                                                                           |
| | 1–5            | 34:34 – Mihály (Fodor)                   |                        |                                                                           |
| | 1–6            | 43:17 – Fodor (Gliga)                    |                        |                                                                           |
| | 1–7            | 47:30 – Mihály (Gliga, Rokaly Sz.)       |                        |                                                                           |
| | 1–8            | 54:36 – Sallo (Bíró G., Bíró M.)         |                        |                                                                           |
| | 1–9            | 58:21 – Bocu (Gecse, Georgescu)          |                        |                                                                           |

| 2017. április 4. 13:00 | Izland | 2–3 (0–1, 2–1, 0–1) | Ausztrália | Galați Skating Rink, Galați Nézőszám: 250 |

| Jegyzőkönyv | Jegyzőkönyv     | Jegyzőkönyv                              | Jegyzőkönyv    | Jegyzőkönyv                                                      |
| --- | --------------- | ---------------------------------------- | -------------- | ---------------------------------------------------------------- |
| | Dennis Hedström | Kapusok                                  | Anthony Kimlin | Játékvezető: Aaro Brannare Vonalbírók: Benas Jakšys Máthé István |
| \| \| 0–1 \| 14:23 – Woodman (Powell, Humphries) (PP) \| \| \| 0–2 \| 30:39 – Darge (L. Webster) \| \| R. Hedström (Maack, Ingason) – 32:44 \| 1–2 \| \| \| Ingason (Björnsson) (PP) – 36:50 \| 2–2 \| \| \| \| 2–3 \| 43:00 – Baranzelli (Powell, Rezek) (PP) \| |                 |                                          |                | Játékvezető: Aaro Brannare Vonalbírók: Benas Jakšys Máthé István |
| 14 perc | Büntetések      | 16 perc                                  |                | Játékvezető: Aaro Brannare Vonalbírók: Benas Jakšys Máthé István |
| 30 | Lövések         | 31                                       |                | Játékvezető: Aaro Brannare Vonalbírók: Benas Jakšys Máthé István |
| | 0–1             | 14:23 – Woodman (Powell, Humphries) (PP) |                | Játékvezető: Aaro Brannare Vonalbírók: Benas Jakšys Máthé István |
| | 0–2             | 30:39 – Darge (L. Webster)               |                | Játékvezető: Aaro Brannare Vonalbírók: Benas Jakšys Máthé István |
| R. Hedström (Maack, Ingason) – 32:44 | 1–2             |                                          |                | Játékvezető: Aaro Brannare Vonalbírók: Benas Jakšys Máthé István |
| Ingason (Björnsson) (PP) – 36:50 | 2–2             |                                          |                |                                                                  |
| | 2–3             | 43:00 – Baranzelli (Powell, Rezek) (PP)  |                |                                                                  |

| 2017. április 4. 16:30 | Spanyolország | 3–5 (0–1, 0–2, 3–2) | Belgium | Galați Skating Rink, Galați Nézőszám: 210 |

| Jegyzőkönyv | Jegyzőkönyv    | Jegyzőkönyv                                     | Jegyzőkönyv   | Jegyzőkönyv                                                                 |
| --- | -------------- | ----------------------------------------------- | ------------- | --------------------------------------------------------------------------- |
| | Ignacio García | Kapusok                                         | Jean Cornelis | Játékvezető: Andrea Moschen Vonalbírók: Lodewyk Beelen Sikó Szilárd Levente |
| \| \| 0–1 \| 07:46 – B. Kolodziejczyk (M. Morgan, V. Morgan) \| \| \| 0–2 \| 21:26 – B. Kolodziejczyk (De Smet, Pellegrims) \| \| \| 0–3 \| 25:06 – M. Morgan (V. Morgan) (SH) \| \| \| 0–4 \| 41:07 – Distate (B. Kolodziejczyk, Paulus) (PP) \| \| Rubio (García-Arias) – 52:51 \| 1–4 \| \| \| \| 1–5 \| 56:53 – Bremer (Pellegrims) (PP) \| \| Puyuelo (Solórzano, Boronat) (PP) – 57:58 \| 2–5 \| \| \| Brabo (Boronat, Paul) (SH) – 59:58 \| 3–5 \| \| |                |                                                 |               | Játékvezető: Andrea Moschen Vonalbírók: Lodewyk Beelen Sikó Szilárd Levente |
| 20 perc | Büntetések     | 24 perc                                         |               | Játékvezető: Andrea Moschen Vonalbírók: Lodewyk Beelen Sikó Szilárd Levente |
| 24 | Lövések        | 32                                              |               | Játékvezető: Andrea Moschen Vonalbírók: Lodewyk Beelen Sikó Szilárd Levente |
| | 0–1            | 07:46 – B. Kolodziejczyk (M. Morgan, V. Morgan) |               | Játékvezető: Andrea Moschen Vonalbírók: Lodewyk Beelen Sikó Szilárd Levente |
| | 0–2            | 21:26 – B. Kolodziejczyk (De Smet, Pellegrims)  |               | Játékvezető: Andrea Moschen Vonalbírók: Lodewyk Beelen Sikó Szilárd Levente |
| | 0–3            | 25:06 – M. Morgan (V. Morgan) (SH)              |               | Játékvezető: Andrea Moschen Vonalbírók: Lodewyk Beelen Sikó Szilárd Levente |
| | 0–4            | 41:07 – Distate (B. Kolodziejczyk, Paulus) (PP) |               |                                                                             |
| Rubio (García-Arias) – 52:51 | 1–4            |                                                 |               |                                                                             |
| | 1–5            | 56:53 – Bremer (Pellegrims) (PP)                |               |                                                                             |
| Puyuelo (Solórzano, Boronat) (PP) – 57:58 | 2–5            |                                                 |               |                                                                             |
| Brabo (Boronat, Paul) (SH) – 59:58 | 3–5            |                                                 |               |                                                                             |

| 2017. április 4. 20:00 | Románia | 4–1 (2–0, 0–1, 2–0) | Szerbia | Galați Skating Rink, Galați Nézőszám: 2100 |

| Jegyzőkönyv | Jegyzőkönyv | Jegyzőkönyv                            | Jegyzőkönyv       | Jegyzőkönyv                                                            |
| --- | ----------- | -------------------------------------- | ----------------- | ---------------------------------------------------------------------- |
| | Tőke Zoltán | Kapusok                                | Arsenije Ranković | Játékvezető: Ramon Sterkens Vonalbírók: Markus Eberl Vladimir Yefremov |
| \| Flinta (Nagy, Bíró M.) – 06:47 \| 1–0 \| \| \| Georgescu (Bocu, Irimia) – 16:05 \| 2–0 \| \| \| \| 2–1 \| 36:10 – Filipović (Milovanović, Bibić) \| \| Bíró M. (Péter) – 40:37 \| 3–1 \| \| \| Flinta (Georgescu, Rokaly N.) – 44:24 \| 4–1 \| \| |             |                                        |                   | Játékvezető: Ramon Sterkens Vonalbírók: Markus Eberl Vladimir Yefremov |
| 12 perc | Büntetések  | 18 perc                                |                   | Játékvezető: Ramon Sterkens Vonalbírók: Markus Eberl Vladimir Yefremov |
| 40 | Lövések     | 19                                     |                   | Játékvezető: Ramon Sterkens Vonalbírók: Markus Eberl Vladimir Yefremov |
| Flinta (Nagy, Bíró M.) – 06:47 | 1–0         |                                        |                   | Játékvezető: Ramon Sterkens Vonalbírók: Markus Eberl Vladimir Yefremov |
| Georgescu (Bocu, Irimia) – 16:05 | 2–0         |                                        |                   | Játékvezető: Ramon Sterkens Vonalbírók: Markus Eberl Vladimir Yefremov |
| | 2–1         | 36:10 – Filipović (Milovanović, Bibić) |                   | Játékvezető: Ramon Sterkens Vonalbírók: Markus Eberl Vladimir Yefremov |
| Bíró M. (Péter) – 40:37 | 3–1         |                                        |                   |                                                                        |
| Flinta (Georgescu, Rokaly N.) – 44:24 | 4–1         |                                        |                   |                                                                        |

| 2017. április 6. 13:00 | Belgium | 2–9 (1–2, 0–2, 1–5) | Szerbia | Galați Skating Rink, Galați Nézőszám: 100 |

| Jegyzőkönyv | Jegyzőkönyv   | Jegyzőkönyv                                 | Jegyzőkönyv       | Jegyzőkönyv                                                               |
| --- | ------------- | ------------------------------------------- | ----------------- | ------------------------------------------------------------------------- |
| | Jean Cornelis | Kapusok                                     | Arsenije Ranković | Játékvezető: Andrei Shrubok Vonalbírók: Máthé István Sikó Szilárd Levente |
| \| \| 0–1 \| 01:07 – Sretović \| \| \| 0–2 \| 07:25 – Popravko (Sretović) \| \| Paulus (PP) – 16:18 \| 1–2 \| \| \| \| 1–3 \| 23:55 – Đumić (Milovanović) \| \| \| 1–4 \| 28:29 – Vučurević (Luković, Crnogorac) (PP) \| \| \| 1–5 \| 41:09 – Vučurević (Sretović, Crnogorac) \| \| \| 1–6 \| 44:02 – Sabados (Vučurević, Sretović) \| \| B. Kolodziejczyk (M. Morgan) – 50:04 \| 2–6 \| \| \| \| 2–7 \| 53:13 – Luković (Vučurević) (PP) \| \| \| 2–8 \| 54:44 – Ogrizović (Brkušanin) \| \| \| 2–9 \| 59:22 – Sretović (Vučurević) (SH) \| |               |                                             |                   | Játékvezető: Andrei Shrubok Vonalbírók: Máthé István Sikó Szilárd Levente |
| 8 perc | Büntetések    | 10 perc                                     |                   | Játékvezető: Andrei Shrubok Vonalbírók: Máthé István Sikó Szilárd Levente |
| 26 | Lövések       | 37                                          |                   | Játékvezető: Andrei Shrubok Vonalbírók: Máthé István Sikó Szilárd Levente |
| | 0–1           | 01:07 – Sretović                            |                   | Játékvezető: Andrei Shrubok Vonalbírók: Máthé István Sikó Szilárd Levente |
| | 0–2           | 07:25 – Popravko (Sretović)                 |                   | Játékvezető: Andrei Shrubok Vonalbírók: Máthé István Sikó Szilárd Levente |
| Paulus (PP) – 16:18 | 1–2           |                                             |                   | Játékvezető: Andrei Shrubok Vonalbírók: Máthé István Sikó Szilárd Levente |
| | 1–3           | 23:55 – Đumić (Milovanović)                 |                   |                                                                           |
| | 1–4           | 28:29 – Vučurević (Luković, Crnogorac) (PP) |                   |                                                                           |
| | 1–5           | 41:09 – Vučurević (Sretović, Crnogorac)     |                   |                                                                           |
| | 1–6           | 44:02 – Sabados (Vučurević, Sretović)       |                   |                                                                           |
| B. Kolodziejczyk (M. Morgan) – 50:04 | 2–6           |                                             |                   |                                                                           |
| | 2–7           | 53:13 – Luković (Vučurević) (PP)            |                   |                                                                           |
| | 2–8           | 54:44 – Ogrizović (Brkušanin)               |                   |                                                                           |
| | 2–9           | 59:22 – Sretović (Vučurević) (SH)           |                   |                                                                           |

| 2017. április 6. 16:30 | Spanyolország | 3–5 (1–2, 0–1, 2–2) | Ausztrália | Galați Skating Rink, Galați Nézőszám: 300 |

| Jegyzőkönyv | Jegyzőkönyv    | Jegyzőkönyv                             | Jegyzőkönyv    | Jegyzőkönyv                                                                  |
| --- | -------------- | --------------------------------------- | -------------- | ---------------------------------------------------------------------------- |
| | Ignacio García | Kapusok                                 | Anthony Kimlin | Játékvezető: Ramon Sterkens Vonalbírók: Stian Losneslokken Vladimir Yefremov |
| \| \| 0–1 \| 00:44 – Rezek (L. Webster) \| \| Carbonell (Quevedo, Betran) (PP) – 04:31 \| 1–1 \| \| \| \| 1–2 \| 06:52 – Taylor (Darge, Carpenter) \| \| \| 1–3 \| 21:59 – Baranzelli (Darge, Powell) (PP) \| \| \| 1–4 \| 40:24 – Rezek (Malloy, L. Webster) \| \| Carbonell (Betran, Quevedo) (PP) – 50:59 \| 2–4 \| \| \| Rubio (Quevedo, Betran) (PP) – 58:32 \| 3–4 \| \| \| \| 3–5 \| 59:11 – Taylor (ENG) \| |                |                                         |                | Játékvezető: Ramon Sterkens Vonalbírók: Stian Losneslokken Vladimir Yefremov |
| 6 perc | Büntetések     | 14 perc                                 |                | Játékvezető: Ramon Sterkens Vonalbírók: Stian Losneslokken Vladimir Yefremov |
| 29 | Lövések        | 26                                      |                | Játékvezető: Ramon Sterkens Vonalbírók: Stian Losneslokken Vladimir Yefremov |
| | 0–1            | 00:44 – Rezek (L. Webster)              |                | Játékvezető: Ramon Sterkens Vonalbírók: Stian Losneslokken Vladimir Yefremov |
| Carbonell (Quevedo, Betran) (PP) – 04:31 | 1–1            |                                         |                | Játékvezető: Ramon Sterkens Vonalbírók: Stian Losneslokken Vladimir Yefremov |
| | 1–2            | 06:52 – Taylor (Darge, Carpenter)       |                | Játékvezető: Ramon Sterkens Vonalbírók: Stian Losneslokken Vladimir Yefremov |
| | 1–3            | 21:59 – Baranzelli (Darge, Powell) (PP) |                |                                                                              |
| | 1–4            | 40:24 – Rezek (Malloy, L. Webster)      |                |                                                                              |
| Carbonell (Betran, Quevedo) (PP) – 50:59 | 2–4            |                                         |                |                                                                              |
| Rubio (Quevedo, Betran) (PP) – 58:32 | 3–4            |                                         |                |                                                                              |
| | 3–5            | 59:11 – Taylor (ENG)                    |                |                                                                              |

| 2017. április 6. 20:00 | Románia | 0–2 (0–0, 0–1, 0–1) | Izland | Galați Skating Rink, Galați Nézőszám: 2600 |

| Jegyzőkönyv                                                                                            | Jegyzőkönyv | Jegyzőkönyv                             | Jegyzőkönyv     | Jegyzőkönyv                                                         |
| --- | ----------- | --------------------------------------- | --------------- | ------------------------------------------------------------------- |
| | Tőke Zoltán | Kapusok                                 | Dennis Hedström | Játékvezető: Andrea Moschen Vonalbírók: Lodewyk Beelen Benas Jakšys |
| \| \| 0–1 \| 25:27 – Kristinsson (Ólafsson) \| \| \| 0–2 \| 54:07 – Knútsson (R. Hedström, Pålsson) \| |             |                                         |                 | Játékvezető: Andrea Moschen Vonalbírók: Lodewyk Beelen Benas Jakšys |
| 8 perc                                                                                                 | Büntetések  | 16 perc                                 |                 | Játékvezető: Andrea Moschen Vonalbírók: Lodewyk Beelen Benas Jakšys |
| 41 | Lövések     | 21                                      |                 | Játékvezető: Andrea Moschen Vonalbírók: Lodewyk Beelen Benas Jakšys |
| | 0–1         | 25:27 – Kristinsson (Ólafsson)          |                 | Játékvezető: Andrea Moschen Vonalbírók: Lodewyk Beelen Benas Jakšys |
| | 0–2         | 54:07 – Knútsson (R. Hedström, Pålsson) |                 | Játékvezető: Andrea Moschen Vonalbírók: Lodewyk Beelen Benas Jakšys |

| 2017. április 7. 13:00 | Szerbia | 4–5 (h.u.) (0–3, 2–1, 2–0) (h.u.: 0–1) | Spanyolország | Galați Skating Rink, Galați Nézőszám: 130 |

| Jegyzőkönyv | Jegyzőkönyv       | Jegyzőkönyv                          | Jegyzőkönyv    | Jegyzőkönyv                                                         |
| --- | ----------------- | ------------------------------------ | -------------- | ------------------------------------------------------------------- |
| | Arsenije Ranković | Kapusok                              | Ignacio García | Játékvezető: Andrea Moschen Vonalbírók: Lodewyk Beelen Markus Eberl |
| \| \| 0–1 \| 04:59 – Betran (Quevedo, Rubio) \| \| \| 0–2 \| 13:26 – Baldris (Puyuelo, Rubio) \| \| \| 0–3 \| 18:56 – Boronat (Quevedo, Carbonell) \| \| Đumić (Bibić) – 22:14 \| 1–3 \| \| \| \| 1–4 \| 29:11 – Fuentes (Puyuelo) (PP) \| \| Ogrizović (Ristić) – 39:14 \| 2–4 \| \| \| Filipović (Crnogorac, Sretoviċ) – 44:58 \| 3–4 \| \| \| Milovanović (Zwick ,Filipović) – 55:44 \| 4–4 \| \| \| \| 4–5 \| 63:15 – González (Brabo, Fuentes) \| |                   |                                      |                | Játékvezető: Andrea Moschen Vonalbírók: Lodewyk Beelen Markus Eberl |
| 22 perc | Büntetések        | 6 perc                               |                | Játékvezető: Andrea Moschen Vonalbírók: Lodewyk Beelen Markus Eberl |
| 35 | Lövések           | 33                                   |                | Játékvezető: Andrea Moschen Vonalbírók: Lodewyk Beelen Markus Eberl |
| | 0–1               | 04:59 – Betran (Quevedo, Rubio)      |                | Játékvezető: Andrea Moschen Vonalbírók: Lodewyk Beelen Markus Eberl |
| | 0–2               | 13:26 – Baldris (Puyuelo, Rubio)     |                | Játékvezető: Andrea Moschen Vonalbírók: Lodewyk Beelen Markus Eberl |
| | 0–3               | 18:56 – Boronat (Quevedo, Carbonell) |                | Játékvezető: Andrea Moschen Vonalbírók: Lodewyk Beelen Markus Eberl |
| Đumić (Bibić) – 22:14 | 1–3               |                                      |                |                                                                     |
| | 1–4               | 29:11 – Fuentes (Puyuelo) (PP)       |                |                                                                     |
| Ogrizović (Ristić) – 39:14 | 2–4               |                                      |                |                                                                     |
| Filipović (Crnogorac, Sretoviċ) – 44:58 | 3–4               |                                      |                |                                                                     |
| Milovanović (Zwick ,Filipović) – 55:44 | 4–4               |                                      |                |                                                                     |
| | 4–5               | 63:15 – González (Brabo, Fuentes)    |                |                                                                     |

| 2017. április 7. 16:30 | Izland | 3–9 (1–3, 2–4, 0–2) | Belgium | Galați Skating Rink, Galați Nézőszám: 200 |

| Jegyzőkönyv | Jegyzőkönyv    | Jegyzőkönyv                                         | Jegyzőkönyv                          | Jegyzőkönyv                                                            |
| --- | -------------- | --------------------------------------------------- | ------------------------------------ | ---------------------------------------------------------------------- |
| | Arthur Legrand | Kapusok                                             | Dennis Hedström Snorri Sigurbergsson | Játékvezető: Andrei Shrubok Vonalbírók: Benas Jakšys Vladimir Yefremov |
| \| \| 0–1 \| 04:03 – V. Morgan (M. Morgan, Pellegrims) \| \| \| 0–2 \| 09:21 – Neven (Bremer, De Smet) (PP) \| \| \| 0–3 \| 15:17 – M. Morgan (V. Morgan) (SH) \| \| R. Hedström (Pålsson, Björnsson) – 17:37 \| 1–3 \| \| \| Mikaelsson (Pålsson) (PP) – 25:50 \| 2–3 \| \| \| Maack (Ingason) – 26:24 \| 3–3 \| \| \| \| 3–4 \| 27:31 – Van den Bogaert (B. Kolodziejczyk, De Smet) \| \| \| 3–5 \| 31:46 – Pellegrims (M. Morgan, Distate) (PP) \| \| \| 3–6 \| 34:58 – V. Morgan (M. Morgan) \| \| \| 3–7 \| 35:21 – De Smet (Van den Bogaert, B. Kolodziejczyk) \| \| \| 3–8 \| 44:01 – De Smet (PS) \| \| \| 3–9 \| 55:14 – V. Morgan (M. Morgan) (SH) \| |                |                                                     |                                      | Játékvezető: Andrei Shrubok Vonalbírók: Benas Jakšys Vladimir Yefremov |
| 16 perc | Büntetések     | 14 perc                                             |                                      | Játékvezető: Andrei Shrubok Vonalbírók: Benas Jakšys Vladimir Yefremov |
| 25 | Lövések        | 31                                                  |                                      | Játékvezető: Andrei Shrubok Vonalbírók: Benas Jakšys Vladimir Yefremov |
| | 0–1            | 04:03 – V. Morgan (M. Morgan, Pellegrims)           |                                      | Játékvezető: Andrei Shrubok Vonalbírók: Benas Jakšys Vladimir Yefremov |
| | 0–2            | 09:21 – Neven (Bremer, De Smet) (PP)                |                                      | Játékvezető: Andrei Shrubok Vonalbírók: Benas Jakšys Vladimir Yefremov |
| | 0–3            | 15:17 – M. Morgan (V. Morgan) (SH)                  |                                      | Játékvezető: Andrei Shrubok Vonalbírók: Benas Jakšys Vladimir Yefremov |
| R. Hedström (Pålsson, Björnsson) – 17:37 | 1–3            |                                                     |                                      |                                                                        |
| Mikaelsson (Pålsson) (PP) – 25:50 | 2–3            |                                                     |                                      |                                                                        |
| Maack (Ingason) – 26:24 | 3–3            |                                                     |                                      |                                                                        |
| | 3–4            | 27:31 – Van den Bogaert (B. Kolodziejczyk, De Smet) |                                      |                                                                        |
| | 3–5            | 31:46 – Pellegrims (M. Morgan, Distate) (PP)        |                                      |                                                                        |
| | 3–6            | 34:58 – V. Morgan (M. Morgan)                       |                                      |                                                                        |
| | 3–7            | 35:21 – De Smet (Van den Bogaert, B. Kolodziejczyk) |                                      |                                                                        |
| | 3–8            | 44:01 – De Smet (PS)                                |                                      |                                                                        |
| | 3–9            | 55:14 – V. Morgan (M. Morgan) (SH)                  |                                      |                                                                        |

| 2017. április 7. 20:00 | Ausztrália | 1–5 (1–1, 0–2, 0–2) | Románia | Galați Skating Rink, Galați Nézőszám: 2800 |

| Jegyzőkönyv | Jegyzőkönyv    | Jegyzőkönyv                            | Jegyzőkönyv | Jegyzőkönyv                                                           |
| --- | -------------- | -------------------------------------- | ----------- | --------------------------------------------------------------------- |
| | Anthony Kimlin | Kapusok                                | Tőke Zoltán | Játékvezető: Aaro Brannare Vonalbírók: Benas Jakšys Vladimir Yefremov |
| \| Rezek (L. Webster, Malloy) (PP) – 17:14 \| 1–0 \| \| \| \| 1–1 \| 17:44 – Rokaly Sz. (Gecse, Rokaly N.) \| \| \| 1–2 \| 28:36 – Nagy (Mihály, Gliga) \| \| \| 1–3 \| 37:35 – Bíró M. (Georgescu, Bors) (PP) \| \| \| 1–4 \| 51:11 – Mihály (Gliga, Nagy) (PP) \| \| \| 1–5 \| 56:29 – Fodor (Gliga, Nagy) \| |                |                                        |             | Játékvezető: Aaro Brannare Vonalbírók: Benas Jakšys Vladimir Yefremov |
| 43 perc | Büntetések     | 39 perc                                |             | Játékvezető: Aaro Brannare Vonalbírók: Benas Jakšys Vladimir Yefremov |
| 16 | Lövések        | 27                                     |             | Játékvezető: Aaro Brannare Vonalbírók: Benas Jakšys Vladimir Yefremov |
| Rezek (L. Webster, Malloy) (PP) – 17:14 | 1–0            |                                        |             | Játékvezető: Aaro Brannare Vonalbírók: Benas Jakšys Vladimir Yefremov |
| | 1–1            | 17:44 – Rokaly Sz. (Gecse, Rokaly N.)  |             | Játékvezető: Aaro Brannare Vonalbírók: Benas Jakšys Vladimir Yefremov |
| | 1–2            | 28:36 – Nagy (Mihály, Gliga)           |             | Játékvezető: Aaro Brannare Vonalbírók: Benas Jakšys Vladimir Yefremov |
| | 1–3            | 37:35 – Bíró M. (Georgescu, Bors) (PP) |             |                                                                       |
| | 1–4            | 51:11 – Mihály (Gliga, Nagy) (PP)      |             |                                                                       |
| | 1–5            | 56:29 – Fodor (Gliga, Nagy)            |             |                                                                       |

| 2017. április 9. 13:00 | Belgium | 0–3 (0–1, 0–1, 0–1) | Ausztrália | Galați Skating Rink, Galați Nézőszám: 150 |

| Jegyzőkönyv | Jegyzőkönyv    | Jegyzőkönyv                       | Jegyzőkönyv    | Jegyzőkönyv                                                             |
| --- | -------------- | --------------------------------- | -------------- | ----------------------------------------------------------------------- |
| | Arthur Legrand | Kapusok                           | Anthony Kimlin | Játékvezető: Andrei Shrubok Vonalbírók: Stian Losneslokken Máthé István |
| \| \| 0–1 \| 15:51 – Todd (Cliff, L. Webster) \| \| \| 0–2 \| 22:27 – Wong (Tesarik, Humphries) \| \| \| 0–3 \| 45:42 – Todd (L. Webster, Cliff) \| |                |                                   |                | Játékvezető: Andrei Shrubok Vonalbírók: Stian Losneslokken Máthé István |
| 4 perc | Büntetések     | 4 perc                            |                | Játékvezető: Andrei Shrubok Vonalbírók: Stian Losneslokken Máthé István |
| 30 | Lövések        | 23                                |                | Játékvezető: Andrei Shrubok Vonalbírók: Stian Losneslokken Máthé István |
| | 0–1            | 15:51 – Todd (Cliff, L. Webster)  |                | Játékvezető: Andrei Shrubok Vonalbírók: Stian Losneslokken Máthé István |
| | 0–2            | 22:27 – Wong (Tesarik, Humphries) |                | Játékvezető: Andrei Shrubok Vonalbírók: Stian Losneslokken Máthé István |
| | 0–3            | 45:42 – Todd (L. Webster, Cliff)  |                | Játékvezető: Andrei Shrubok Vonalbírók: Stian Losneslokken Máthé István |

| 2017. április 9. 16:30 | Szerbia | 6–0 (3–0, 2–0, 1–0) | Izland | Galați Skating Rink, Galați Nézőszám: 200 |

| Jegyzőkönyv | Jegyzőkönyv       | Jegyzőkönyv | Jegyzőkönyv     | Jegyzőkönyv                                                               |
| --- | ----------------- | ----------- | --------------- | ------------------------------------------------------------------------- |
| | Arsenije Ranković | Kapusok     | Dennis Hedström | Játékvezető: Andrea Moschen Vonalbírók: Markus Eberl Sikó Szilárd Levente |
| \| Vučurević (Popravko) – 03:51 \| 1–0 \| \| \| Brkušanin (Bjelogrlić, Bibić) – 13:55 \| 2–0 \| \| \| Vučurević (Sretoviċ, Popravko) – 16:04 \| 3–0 \| \| \| Brkušanin (Podunavac, Bibić) – 26:07 \| 4–0 \| \| \| Brkušanin (Crnogorac) – 34:16 \| 5–0 \| \| \| Vučurević (Crnogorac, Sretoviċ) – 40:55 \| 6–0 \| \| |                   |             |                 | Játékvezető: Andrea Moschen Vonalbírók: Markus Eberl Sikó Szilárd Levente |
| 6 perc | Büntetések        | 12 perc     |                 | Játékvezető: Andrea Moschen Vonalbírók: Markus Eberl Sikó Szilárd Levente |
| 27 | Lövések           | 28          |                 | Játékvezető: Andrea Moschen Vonalbírók: Markus Eberl Sikó Szilárd Levente |
| Vučurević (Popravko) – 03:51 | 1–0               |             |                 | Játékvezető: Andrea Moschen Vonalbírók: Markus Eberl Sikó Szilárd Levente |
| Brkušanin (Bjelogrlić, Bibić) – 13:55 | 2–0               |             |                 | Játékvezető: Andrea Moschen Vonalbírók: Markus Eberl Sikó Szilárd Levente |
| Vučurević (Sretoviċ, Popravko) – 16:04 | 3–0               |             |                 | Játékvezető: Andrea Moschen Vonalbírók: Markus Eberl Sikó Szilárd Levente |
| Brkušanin (Podunavac, Bibić) – 26:07 | 4–0               |             |                 |                                                                           |
| Brkušanin (Crnogorac) – 34:16 | 5–0               |             |                 |                                                                           |
| Vučurević (Crnogorac, Sretoviċ) – 40:55 | 6–0               |             |                 |                                                                           |

| 2017. április 9. 20:00 | Románia | 6–0 (1–0, 2–0, 3–0) | Spanyolország | Galați Skating Rink, Galați Nézőszám: 3200 |

| Jegyzőkönyv | Jegyzőkönyv | Jegyzőkönyv | Jegyzőkönyv               | Jegyzőkönyv                                                        |
| --- | ----------- | ----------- | ------------------------- | ------------------------------------------------------------------ |
| | Tőke Zoltán | Kapusok     | Ignacio García Raúl Barbo | Játékvezető: Aaro Brannare Vonalbírók: Lodewyk Beelen Benas Jakšys |
| \| Rokaly Sz. (Gecse) – 16:05 \| 1–0 \| \| \| Bíró O. (Bíró M., Georgescu) – 22:24 \| 2–0 \| \| \| Mihály (Bíró G., Gliga) – 32:52 \| 3–0 \| \| \| Mihály (Bíró M.) – 43:29 \| 4–0 \| \| \| Georgescu (Péter, Irimia) – 43:45 \| 5–0 \| \| \| Bors (Fodor) (PP) – 57:20 \| 6–0 \| \| |             |             |                           | Játékvezető: Aaro Brannare Vonalbírók: Lodewyk Beelen Benas Jakšys |
| 8 perc | Büntetések  | 8 perc      |                           | Játékvezető: Aaro Brannare Vonalbírók: Lodewyk Beelen Benas Jakšys |
| 32 | Lövések     | 17          |                           | Játékvezető: Aaro Brannare Vonalbírók: Lodewyk Beelen Benas Jakšys |
| Rokaly Sz. (Gecse) – 16:05 | 1–0         |             |                           | Játékvezető: Aaro Brannare Vonalbírók: Lodewyk Beelen Benas Jakšys |
| Bíró O. (Bíró M., Georgescu) – 22:24 | 2–0         |             |                           | Játékvezető: Aaro Brannare Vonalbírók: Lodewyk Beelen Benas Jakšys |
| Mihály (Bíró G., Gliga) – 32:52 | 3–0         |             |                           | Játékvezető: Aaro Brannare Vonalbírók: Lodewyk Beelen Benas Jakšys |
| Mihály (Bíró M.) – 43:29 | 4–0         |             |                           |                                                                    |
| Georgescu (Péter, Irimia) – 43:45 | 5–0         |             |                           |                                                                    |
| Bors (Fodor) (PP) – 57:20 | 6–0         |             |                           |                                                                    |

## B csoport

### Résztvevők
| Csapat      | Kvalifikáció                                     |
| ----------- | ------------------------------------------------ |
| Kína        | A 2016-os divízió II/A 6. helyezettje, kiesett.  |
| Mexikó      | A 2016-os divízió II/B 2. helyezettje.           |
| Izrael      | A 2016-os divízió II/B 3. helyezettje.           |
| Új-Zéland   | Rendező, a 2016-os divízió II/B 4. helyezettje.  |
| Észak-Korea | A 2016-os divízió II/B 5. helyezettje.           |
| Törökország | A 2016-os divízió III 1. helyezettje, feljutott. |

### Tabella
| Hely. | Csapat        | M | Gy | HGy | HV | V | G+ | G– | Gk  | P  | Továbbjutás vagy kiesés     |
| ----- | ------------- | - | -- | --- | -- | - | -- | -- | --- | -- | --------------------------- |
| 1.    | Kína          | 5 | 5  | 0   | 0  | 0 | 29 | 12 | +17 | 15 | Feljutott a divízió II A-ba |
| 2.    | Új-Zéland (R) | 5 | 4  | 0   | 0  | 1 | 23 | 11 | +12 | 12 |                             |
| 3.    | Izrael        | 5 | 3  | 0   | 0  | 2 | 24 | 14 | +10 | 9  |                             |
| 4.    | Észak-Korea   | 5 | 1  | 0   | 0  | 4 | 18 | 33 | −15 | 3  |                             |
| 5.    | Mexikó        | 5 | 1  | 0   | 0  | 4 | 12 | 16 | −4  | 3  |                             |
| 6.    | Törökország   | 5 | 1  | 0   | 0  | 4 | 7  | 27 | −20 | 3  | Kiesett a divízió III-ba    |

1. 1 2 3  Észak-Korea 3 pont, +4 Gk; Mexikó 3 pont, +3 Gk, Törökország 3 pont, −7 Gk

### Mérkőzések
A mérkőzések kezdési időpontjai helyi idő szerint (UTC+12) értendők.
| 2017. április 4. 13:00 | Mexikó | 5–1 (1–0, 3–1, 1–0) | Észak-Korea | Paradice Botany Downs, Auckland Nézőszám: 100 |

| Jegyzőkönyv | Jegyzőkönyv     | Jegyzőkönyv           | Jegyzőkönyv  | Jegyzőkönyv                                                             |
| --- | --------------- | --------------------- | ------------ | ----------------------------------------------------------------------- |
| | Alfonso de Alba | Kapusok               | Pak Kuk-chol | Játékvezető: Scott Ferguson Vonalbírók: Justin Cornell Frederic Monnaie |
| \| De la Vega (Majul, Gómez) – 18:52 \| 1–0 \| \| \| Pérez (Majul) – 25:47 \| 2–0 \| \| \| De la Vega (Gómez, Majul) – 26:50 \| 3–0 \| \| \| Pérez (Nalera, Bermejo) – 32:06 \| 4–0 \| \| \| \| 4–1 \| 35:51 – Ri C. (Ri P.) \| \| Rubio (Kelo, Sierra) – 53:46 \| 5–1 \| \| |                 |                       |              | Játékvezető: Scott Ferguson Vonalbírók: Justin Cornell Frederic Monnaie |
| 12 perc | Büntetések      | 4 perc                |              | Játékvezető: Scott Ferguson Vonalbírók: Justin Cornell Frederic Monnaie |
| 29 | Lövések         | 30                    |              | Játékvezető: Scott Ferguson Vonalbírók: Justin Cornell Frederic Monnaie |
| De la Vega (Majul, Gómez) – 18:52 | 1–0             |                       |              | Játékvezető: Scott Ferguson Vonalbírók: Justin Cornell Frederic Monnaie |
| Pérez (Majul) – 25:47 | 2–0             |                       |              | Játékvezető: Scott Ferguson Vonalbírók: Justin Cornell Frederic Monnaie |
| De la Vega (Gómez, Majul) – 26:50 | 3–0             |                       |              | Játékvezető: Scott Ferguson Vonalbírók: Justin Cornell Frederic Monnaie |
| Pérez (Nalera, Bermejo) – 32:06 | 4–0             |                       |              |                                                                         |
| | 4–1             | 35:51 – Ri C. (Ri P.) |              |                                                                         |
| Rubio (Kelo, Sierra) – 53:46 | 5–1             |                       |              |                                                                         |

| 2017. április 4. 16:30 | Izrael | 2–5 (1–2, 1–0, 0–3) | Kína | Paradice Botany Downs, Auckland Nézőszám: 100 |

| Jegyzőkönyv | Jegyzőkönyv    | Jegyzőkönyv                       | Jegyzőkönyv | Jegyzőkönyv                                                            |
| --- | -------------- | --------------------------------- | ----------- | ---------------------------------------------------------------------- |
| | Maxim Gokhberg | Kapusok                           | Sun Zehao   | Játékvezető: Gints Zviedrītis Vonalbírók: Chae Young-jin Edward Howard |
| \| \| 0–1 \| 00:53 – Xia (Zhang C.) \| \| \| 0–2 \| 01:58 – Ying (Zhang Z.) \| \| Kozhevnikov (Klein) – 19:40 \| 1–2 \| \| \| R. Aharonovich (Kafri) – 39:21 \| 2–2 \| \| \| \| 2–3 \| 47:24 – Zhang P. (Guan) \| \| \| 2–4 \| 55:39 – Zhang Z. (Hu, Yang) \| \| \| 2–5 \| 59:59 – Zhang H. (Ji, Ying) (ENG) \| |                |                                   |             | Játékvezető: Gints Zviedrītis Vonalbírók: Chae Young-jin Edward Howard |
| 6 perc | Büntetések     | 8 perc                            |             | Játékvezető: Gints Zviedrītis Vonalbírók: Chae Young-jin Edward Howard |
| 28 | Lövések        | 35                                |             | Játékvezető: Gints Zviedrītis Vonalbírók: Chae Young-jin Edward Howard |
| | 0–1            | 00:53 – Xia (Zhang C.)            |             | Játékvezető: Gints Zviedrītis Vonalbírók: Chae Young-jin Edward Howard |
| | 0–2            | 01:58 – Ying (Zhang Z.)           |             | Játékvezető: Gints Zviedrītis Vonalbírók: Chae Young-jin Edward Howard |
| Kozhevnikov (Klein) – 19:40 | 1–2            |                                   |             | Játékvezető: Gints Zviedrītis Vonalbírók: Chae Young-jin Edward Howard |
| R. Aharonovich (Kafri) – 39:21 | 2–2            |                                   |             |                                                                        |
| | 2–3            | 47:24 – Zhang P. (Guan)           |             |                                                                        |
| | 2–4            | 55:39 – Zhang Z. (Hu, Yang)       |             |                                                                        |
| | 2–5            | 59:59 – Zhang H. (Ji, Ying) (ENG) |             |                                                                        |

| 2017. április 4. 20:00 | Törökország | 1–4 (0–1, 0–2, 1–1) | Új-Zéland | Paradice Botany Downs, Auckland Nézőszám: 350 |

| Jegyzőkönyv | Jegyzőkönyv  | Jegyzőkönyv                        | Jegyzőkönyv | Jegyzőkönyv                                                           |
| --- | ------------ | ---------------------------------- | ----------- | --------------------------------------------------------------------- |
| | Tolga Bozacı | Kapusok                            | Rick Parry  | Játékvezető: Chris Deweerdt Vonalbírók: Nicholas Lee Sotaro Yamaguchi |
| \| \| 0–1 \| 17:57 – Heyd (Challis) \| \| \| 0–2 \| 20:29 – Challis \| \| \| 0–3 \| 24:58 – Ratcliffe (Eaden, Polozov) \| \| \| 0–4 \| 55:14 – Challis (Cox) \| \| Semiz (Coşkun) – 59:55 \| 1–4 \| \| |              |                                    |             | Játékvezető: Chris Deweerdt Vonalbírók: Nicholas Lee Sotaro Yamaguchi |
| 12 perc | Büntetések   | 6 perc                             |             | Játékvezető: Chris Deweerdt Vonalbírók: Nicholas Lee Sotaro Yamaguchi |
| 22 | Lövések      | 44                                 |             | Játékvezető: Chris Deweerdt Vonalbírók: Nicholas Lee Sotaro Yamaguchi |
| | 0–1          | 17:57 – Heyd (Challis)             |             | Játékvezető: Chris Deweerdt Vonalbírók: Nicholas Lee Sotaro Yamaguchi |
| | 0–2          | 20:29 – Challis                    |             | Játékvezető: Chris Deweerdt Vonalbírók: Nicholas Lee Sotaro Yamaguchi |
| | 0–3          | 24:58 – Ratcliffe (Eaden, Polozov) |             | Játékvezető: Chris Deweerdt Vonalbírók: Nicholas Lee Sotaro Yamaguchi |
| | 0–4          | 55:14 – Challis (Cox)              |             |                                                                       |
| Semiz (Coşkun) – 59:55 | 1–4          |                                    |             |                                                                       |

| 2017. április 5. 13:00 | Mexikó | 2–6 (0–0, 0–4, 2–2) | Izrael | Paradice Botany Downs, Auckland Nézőszám: 100 |

| Jegyzőkönyv | Jegyzőkönyv                      | Jegyzőkönyv                                   | Jegyzőkönyv    | Jegyzőkönyv                                                          |
| --- | -------------------------------- | --------------------------------------------- | -------------- | -------------------------------------------------------------------- |
| | Alfonso de Alba Richard Albrecht | Kapusok                                       | Maxim Gokhberg | Játékvezető: Kenji Kosaka Vonalbírók: Chae Young-jin Tyler Haslemore |
| \| \| 0–1 \| 30:49 – R. Aharonovich (PP) \| \| \| 0–2 \| 32:51 – Spektor (Klein) \| \| \| 0–3 \| 33:10 – Mazour (R. Aharonovich, Vernyy) \| \| \| 0–4 \| 39:13 – Kozevnikov (Spivak, Klein) (PP) \| \| Gómez (Ugarte, Colás) – 50:27 \| 1–4 \| \| \| Majul (Sierra) – 51:44 \| 2–4 \| \| \| \| 2–5 \| 52:16 – Spektor (Klein) \| \| \| 2–6 \| 55:54 – Mazour (Kozevnikov, Kozhevnikov) (PP) \| |                                  |                                               |                | Játékvezető: Kenji Kosaka Vonalbírók: Chae Young-jin Tyler Haslemore |
| 16 perc | Büntetések                       | 12 perc                                       |                | Játékvezető: Kenji Kosaka Vonalbírók: Chae Young-jin Tyler Haslemore |
| 27 | Lövések                          | 33                                            |                | Játékvezető: Kenji Kosaka Vonalbírók: Chae Young-jin Tyler Haslemore |
| | 0–1                              | 30:49 – R. Aharonovich (PP)                   |                | Játékvezető: Kenji Kosaka Vonalbírók: Chae Young-jin Tyler Haslemore |
| | 0–2                              | 32:51 – Spektor (Klein)                       |                | Játékvezető: Kenji Kosaka Vonalbírók: Chae Young-jin Tyler Haslemore |
| | 0–3                              | 33:10 – Mazour (R. Aharonovich, Vernyy)       |                | Játékvezető: Kenji Kosaka Vonalbírók: Chae Young-jin Tyler Haslemore |
| | 0–4                              | 39:13 – Kozevnikov (Spivak, Klein) (PP)       |                |                                                                      |
| Gómez (Ugarte, Colás) – 50:27 | 1–4                              |                                               |                |                                                                      |
| Majul (Sierra) – 51:44 | 2–4                              |                                               |                |                                                                      |
| | 2–5                              | 52:16 – Spektor (Klein)                       |                |                                                                      |
| | 2–6                              | 55:54 – Mazour (Kozevnikov, Kozhevnikov) (PP) |                |                                                                      |

| 2017. április 5. 16:30 | Észak-Korea | 11–3 (6–0, 4–2, 1–1) | Törökország | Paradice Botany Downs, Auckland Nézőszám: 100 |

| Jegyzőkönyv | Jegyzőkönyv         | Jegyzőkönyv                            | Jegyzőkönyv                   | Jegyzőkönyv                                                             |
| --- | ------------------- | -------------------------------------- | ----------------------------- | ----------------------------------------------------------------------- |
| | Pak Kuk-chol Pak Il | Kapusok                                | Tolga Bozacı Muhammed Karagül | Játékvezető: Gints Zviedrītis Vonalbírók: Nicholas Lee Sotaro Yamaguchi |
| \| Ri P. – 02:58 \| 1–0 \| \| \| Hong (Ri C.) – 07:09 \| 2–0 \| \| \| Kim H. (Kim S.) – 07:33 \| 3–0 \| \| \| An (Hong, Ri P.) (SH) – 10:30 \| 4–0 \| \| \| Kim.S (Kang M.) – 12:59 \| 5–0 \| \| \| Hong (Ri C., Kim S.) (PP) – 18:47 \| 6–0 \| \| \| Ri C. (PP) – 25:27 \| 7–0 \| \| \| \| 7–1 \| 27:11 – Halil (Öztürk, Çetinkaya) (PP) \| \| Kim M. (Ri P.) – 29:04 \| 8–1 \| \| \| Kim Kw. (Kang I.) – 32:56 \| 9–1 \| \| \| Hong (Ri P.) – 34:33 \| 10–1 \| \| \| \| 10–2 \| 36:21 – Gümüş \| \| Kim Kw. (Kang M.) – 42:15 \| 11–2 \| \| \| \| 11–3 \| 49:18 – Halil (Semiz, Gümüş) (PP) \| |                     |                                        |                               | Játékvezető: Gints Zviedrītis Vonalbírók: Nicholas Lee Sotaro Yamaguchi |
| 12 perc | Büntetések          | 12 perc                                |                               | Játékvezető: Gints Zviedrītis Vonalbírók: Nicholas Lee Sotaro Yamaguchi |
| 41 | Lövések             | 16                                     |                               | Játékvezető: Gints Zviedrītis Vonalbírók: Nicholas Lee Sotaro Yamaguchi |
| Ri P. – 02:58 | 1–0                 |                                        |                               | Játékvezető: Gints Zviedrītis Vonalbírók: Nicholas Lee Sotaro Yamaguchi |
| Hong (Ri C.) – 07:09 | 2–0                 |                                        |                               | Játékvezető: Gints Zviedrītis Vonalbírók: Nicholas Lee Sotaro Yamaguchi |
| Kim H. (Kim S.) – 07:33 | 3–0                 |                                        |                               | Játékvezető: Gints Zviedrītis Vonalbírók: Nicholas Lee Sotaro Yamaguchi |
| An (Hong, Ri P.) (SH) – 10:30 | 4–0                 |                                        |                               |                                                                         |
| Kim.S (Kang M.) – 12:59 | 5–0                 |                                        |                               |                                                                         |
| Hong (Ri C., Kim S.) (PP) – 18:47 | 6–0                 |                                        |                               |                                                                         |
| Ri C. (PP) – 25:27 | 7–0                 |                                        |                               |                                                                         |
| | 7–1                 | 27:11 – Halil (Öztürk, Çetinkaya) (PP) |                               |                                                                         |
| Kim M. (Ri P.) – 29:04 | 8–1                 |                                        |                               |                                                                         |
| Kim Kw. (Kang I.) – 32:56 | 9–1                 |                                        |                               |                                                                         |
| Hong (Ri P.) – 34:33 | 10–1                |                                        |                               |                                                                         |
| | 10–2                | 36:21 – Gümüş                          |                               |                                                                         |
| Kim Kw. (Kang M.) – 42:15 | 11–2                |                                        |                               |                                                                         |
| | 11–3                | 49:18 – Halil (Semiz, Gümüş) (PP)      |                               |                                                                         |

| 2017. április 5. 20:00 | Kína | 5–2 (1–1, 1–1, 3–0) | Új-Zéland | Paradice Botany Downs, Auckland Nézőszám: 450 |

| Jegyzőkönyv | Jegyzőkönyv | Jegyzőkönyv                               | Jegyzőkönyv | Jegyzőkönyv                                                             |
| --- | ----------- | ----------------------------------------- | ----------- | ----------------------------------------------------------------------- |
| | Sun Zehao   | Kapusok                                   | Rick Parry  | Játékvezető: Scott Ferguson Vonalbírók: Justin Cornell Frederic Monnaie |
| \| \| 0–1 \| 11:59 – Heyd (Ruddle, Haines) \| \| Ji (Zhang H., Zhang Z.) (PP) – 18:24 \| 1–1 \| \| \| \| 1–2 \| 24:54 – Ruddle (Polozov, Ratcliffe) (PP2) \| \| Yang (Xia, Hu) (PP) – 27:40 \| 2–2 \| \| \| Xiang (Yang, Liang) – 47:31 \| 3–2 \| \| \| Zhang P. (Hu) – 50:23 \| 4–2 \| \| \| Xiang (ENG) – 59:33 \| 5–2 \| \| |             |                                           |             | Játékvezető: Scott Ferguson Vonalbírók: Justin Cornell Frederic Monnaie |
| 12 perc | Büntetések  | 10 perc                                   |             | Játékvezető: Scott Ferguson Vonalbírók: Justin Cornell Frederic Monnaie |
| 40 | Lövések     | 25                                        |             | Játékvezető: Scott Ferguson Vonalbírók: Justin Cornell Frederic Monnaie |
| | 0–1         | 11:59 – Heyd (Ruddle, Haines)             |             | Játékvezető: Scott Ferguson Vonalbírók: Justin Cornell Frederic Monnaie |
| Ji (Zhang H., Zhang Z.) (PP) – 18:24 | 1–1         |                                           |             | Játékvezető: Scott Ferguson Vonalbírók: Justin Cornell Frederic Monnaie |
| | 1–2         | 24:54 – Ruddle (Polozov, Ratcliffe) (PP2) |             | Játékvezető: Scott Ferguson Vonalbírók: Justin Cornell Frederic Monnaie |
| Yang (Xia, Hu) (PP) – 27:40 | 2–2         |                                           |             |                                                                         |
| Xiang (Yang, Liang) – 47:31 | 3–2         |                                           |             |                                                                         |
| Zhang P. (Hu) – 50:23 | 4–2         |                                           |             |                                                                         |
| Xiang (ENG) – 59:33 | 5–2         |                                           |             |                                                                         |

| 2017. április 7. 13:00 | Kína | 8–3 (6–1, 1–1, 1–1) | Észak-Korea | Paradice Botany Downs, Auckland Nézőszám: 100 |

| Jegyzőkönyv | Jegyzőkönyv | Jegyzőkönyv                     | Jegyzőkönyv | Jegyzőkönyv                                                            |
| --- | ----------- | ------------------------------- | ----------- | ---------------------------------------------------------------------- |
| | Sun Zehao   | Kapusok                         | Pak Il      | Játékvezető: Chris Deweerdt Vonalbírók: Edward Howard Frederic Monnaie |
| \| Zhang Z. (Lu, Ying) – 01:57 \| 1–0 \| \| \| Zhang C. (Chen) – 02:31 \| 2–0 \| \| \| Zhang H. (Li Z.) – 07:15 \| 3–0 \| \| \| Liu Q. (Ji) (PP) – 12:18 \| 4–0 \| \| \| \| 4–1 \| 14:49 – Kim C.-g. (An, Kim Kw.) \| \| Yang (PP) – 16:46 \| 5–1 \| \| \| Guan (Chen) – 19:59 \| 6–1 \| \| \| \| 6–2 \| 23:20 – Kim C.-g. \| \| Yang (Hu, Zhang C.) (PP2) – 30:34 \| 7–2 \| \| \| Xia (Guan) (SH) – 50:47 \| 8–2 \| \| \| \| 8–3 \| 59:59 – Kim Kw. (Ri C.) (PP) \| |             |                                 |             | Játékvezető: Chris Deweerdt Vonalbírók: Edward Howard Frederic Monnaie |
| 18 perc | Büntetések  | 22 perc                         |             | Játékvezető: Chris Deweerdt Vonalbírók: Edward Howard Frederic Monnaie |
| 37 | Lövések     | 28                              |             | Játékvezető: Chris Deweerdt Vonalbírók: Edward Howard Frederic Monnaie |
| Zhang Z. (Lu, Ying) – 01:57 | 1–0         |                                 |             | Játékvezető: Chris Deweerdt Vonalbírók: Edward Howard Frederic Monnaie |
| Zhang C. (Chen) – 02:31 | 2–0         |                                 |             | Játékvezető: Chris Deweerdt Vonalbírók: Edward Howard Frederic Monnaie |
| Zhang H. (Li Z.) – 07:15 | 3–0         |                                 |             | Játékvezető: Chris Deweerdt Vonalbírók: Edward Howard Frederic Monnaie |
| Liu Q. (Ji) (PP) – 12:18 | 4–0         |                                 |             |                                                                        |
| | 4–1         | 14:49 – Kim C.-g. (An, Kim Kw.) |             |                                                                        |
| Yang (PP) – 16:46 | 5–1         |                                 |             |                                                                        |
| Guan (Chen) – 19:59 | 6–1         |                                 |             |                                                                        |
| | 6–2         | 23:20 – Kim C.-g.               |             |                                                                        |
| Yang (Hu, Zhang C.) (PP2) – 30:34 | 7–2         |                                 |             |                                                                        |
| Xia (Guan) (SH) – 50:47 | 8–2         |                                 |             |                                                                        |
| | 8–3         | 59:59 – Kim Kw. (Ri C.) (PP)    |             |                                                                        |

| 2017. április 7. 16:30 | Mexikó | 0–1 (0–1, 0–0, 0–0) | Törökország | Paradice Botany Downs, Auckland Nézőszám: 100 |

| Jegyzőkönyv                                | Jegyzőkönyv           | Jegyzőkönyv                | Jegyzőkönyv  | Jegyzőkönyv                                                               |
| ------------------------------------------ | --------------------- | -------------------------- | ------------ | ------------------------------------------------------------------------- |
|                                            | Richxard Albrecht Cxx | Kapusok                    | Tolga Bozacı | Játékvezető: Scott Ferguson Vonalbírók: xx Chae Young-jin Tyler Haslemore |
| \| \| 0–1 \| 17:11 – Bakal (Savaş) (SH) \| |                       |                            |              | Játékvezető: Scott Ferguson Vonalbírók: xx Chae Young-jin Tyler Haslemore |
| 12 perc                                    | Büntetések            | 35 perc                    |              | Játékvezető: Scott Ferguson Vonalbírók: xx Chae Young-jin Tyler Haslemore |
| 24                                         | Lövések               | 18                         |              | Játékvezető: Scott Ferguson Vonalbírók: xx Chae Young-jin Tyler Haslemore |
|                                            | 0–1                   | 17:11 – Bakal (Savaş) (SH) |              | Játékvezető: Scott Ferguson Vonalbírók: xx Chae Young-jin Tyler Haslemore |

| 2017. április 7. 20:00 | Izrael | 2–5 (1–3, 0–2, 1–0) | Új-Zéland | Paradice Botany Downs, Auckland Nézőszám: 500 |

| Jegyzőkönyv | Jegyzőkönyv    | Jegyzőkönyv                           | Jegyzőkönyv | Jegyzőkönyv                                                           |
| --- | -------------- | ------------------------------------- | ----------- | --------------------------------------------------------------------- |
| | Maxim Gokhberg | Kapusok                               | Rick Parry  | Játékvezető: Kenji Kosaka Vonalbírók: Justin Cornell Sotaro Yamaguchi |
| \| \| 0–1 \| 01:48 – Burns (Henderson, Cox) (PP) \| \| \| 0–2 \| 03:31 – Ratcliffe (Ellis, Jackson) \| \| \| 0–3 \| 16:46 – Ratcliffe (Eaden, Henderson) \| \| Spektor (Klein) (SH) – 18:24 \| 1–3 \| \| \| \| 1–4 \| 27:34 – Ratcliffe (Eaden, Craig) (PP) \| \| \| 1–5 \| 36:41 – Heyd (Ratcliffe) \| \| Spektor (Kapulkin) – 44:56 \| 2–5 \| \| |                |                                       |             | Játékvezető: Kenji Kosaka Vonalbírók: Justin Cornell Sotaro Yamaguchi |
| 12 perc | Büntetések     | 14 perc                               |             | Játékvezető: Kenji Kosaka Vonalbírók: Justin Cornell Sotaro Yamaguchi |
| 39 | Lövések        | 38                                    |             | Játékvezető: Kenji Kosaka Vonalbírók: Justin Cornell Sotaro Yamaguchi |
| | 0–1            | 01:48 – Burns (Henderson, Cox) (PP)   |             | Játékvezető: Kenji Kosaka Vonalbírók: Justin Cornell Sotaro Yamaguchi |
| | 0–2            | 03:31 – Ratcliffe (Ellis, Jackson)    |             | Játékvezető: Kenji Kosaka Vonalbírók: Justin Cornell Sotaro Yamaguchi |
| | 0–3            | 16:46 – Ratcliffe (Eaden, Henderson)  |             | Játékvezető: Kenji Kosaka Vonalbírók: Justin Cornell Sotaro Yamaguchi |
| Spektor (Klein) (SH) – 18:24 | 1–3            |                                       |             |                                                                       |
| | 1–4            | 27:34 – Ratcliffe (Eaden, Craig) (PP) |             |                                                                       |
| | 1–5            | 36:41 – Heyd (Ratcliffe)              |             |                                                                       |
| Spektor (Kapulkin) – 44:56 | 2–5            |                                       |             |                                                                       |

| 2017. április 9. 13:00 | Törökország | 2–7 (1–2, 0–2, 1–3) | Kína | Paradice Botany Downs, Auckland Nézőszám: 100 |

| Jegyzőkönyv | Jegyzőkönyv      | Jegyzőkönyv                              | Jegyzőkönyv | Jegyzőkönyv                                                          |
| --- | ---------------- | ---------------------------------------- | ----------- | -------------------------------------------------------------------- |
| | Muhammed Karagül | Kapusok                                  | Sun Zehao   | Játékvezető: Kenji Kosaka Vonalbírók: Chae Young-jin Tyler Haslemore |
| \| \| 0–1 \| 07:30 – Zhang H. (Liu Q.) (PP) \| \| \| 0–2 \| 10:09 – Zhang C. (Xia, Chen) \| \| Bakal (Semiz, Y. Kars) (PP) – 16:59 \| 1–2 \| \| \| \| 1–3 \| 27:10 – Zhang Z. (Liu Q., Zhang H.) (PP) \| \| \| 1–4 \| 39:42 – Zhang C. (Chen) (PP) \| \| \| 1–5 \| 43:49 – Zhang C. \| \| \| 1–6 \| 49:59 – Xiang (Zhang Z., Ying) \| \| Bakal (Semiz) – 53:29 \| 2–6 \| \| \| \| 2–7 \| 54:46 – Zhang H. (Li H., Bao) \| |                  |                                          |             | Játékvezető: Kenji Kosaka Vonalbírók: Chae Young-jin Tyler Haslemore |
| 16 perc | Büntetések       | 14 perc                                  |             | Játékvezető: Kenji Kosaka Vonalbírók: Chae Young-jin Tyler Haslemore |
| 27 | Lövések          | 32                                       |             | Játékvezető: Kenji Kosaka Vonalbírók: Chae Young-jin Tyler Haslemore |
| | 0–1              | 07:30 – Zhang H. (Liu Q.) (PP)           |             | Játékvezető: Kenji Kosaka Vonalbírók: Chae Young-jin Tyler Haslemore |
| | 0–2              | 10:09 – Zhang C. (Xia, Chen)             |             | Játékvezető: Kenji Kosaka Vonalbírók: Chae Young-jin Tyler Haslemore |
| Bakal (Semiz, Y. Kars) (PP) – 16:59 | 1–2              |                                          |             | Játékvezető: Kenji Kosaka Vonalbírók: Chae Young-jin Tyler Haslemore |
| | 1–3              | 27:10 – Zhang Z. (Liu Q., Zhang H.) (PP) |             |                                                                      |
| | 1–4              | 39:42 – Zhang C. (Chen) (PP)             |             |                                                                      |
| | 1–5              | 43:49 – Zhang C.                         |             |                                                                      |
| | 1–6              | 49:59 – Xiang (Zhang Z., Ying)           |             |                                                                      |
| Bakal (Semiz) – 53:29 | 2–6              |                                          |             |                                                                      |
| | 2–7              | 54:46 – Zhang H. (Li H., Bao)            |             |                                                                      |

| 2017. április 9. 16:30 | Észak-Korea | 2–9 (0–1, 1–6, 1–2) | Izrael | Paradice Botany Downs, Auckland Nézőszám: 100 |

| Jegyzőkönyv | Jegyzőkönyv | Jegyzőkönyv                                       | Jegyzőkönyv               | Jegyzőkönyv                                                            |
| --- | ----------- | ------------------------------------------------- | ------------------------- | ---------------------------------------------------------------------- |
| | Pak Il      | Kapusok                                           | Maxim Gokhberg Nir Tichon | Játékvezető: Chris Deweerdt Vonalbírók: Edward Howard Sotaro Yamaguchi |
| \| \| 0–1 \| 12:47 – R. Aharonovich (Spektor) (PP) \| \| \| 0–2 \| 28:43 – Spektor (R. Aharonovich, Kozevnikov) (PP) \| \| \| 0–3 \| 32:09 – R. Aharonovich (Spektor, Mazour) (PP) \| \| \| 0–4 \| 33:06 – Kozhevnikov (Vernyy) \| \| \| 0–5 \| 34:30 – Klein (Mazour) \| \| \| 0–6 \| 35:30 – Klein (Vernyy) \| \| \| 0–7 \| 35:57 – Kozevnikov (Kozhevnikov) \| \| Kim M (Ri C., Ri P.) – 37:13 \| 1–7 \| \| \| \| 1–8 \| 43:26 – Klein (Kozhevnikov) (PP) \| \| Ri C. (SH) – 53:49 \| 2–8 \| \| \| \| 2–9 \| 57:03 – Spektor (Klein) (SH) \| |             |                                                   |                           | Játékvezető: Chris Deweerdt Vonalbírók: Edward Howard Sotaro Yamaguchi |
| 30 perc | Büntetések  | 6 perc                                            |                           | Játékvezető: Chris Deweerdt Vonalbírók: Edward Howard Sotaro Yamaguchi |
| 20 | Lövések     | 47                                                |                           | Játékvezető: Chris Deweerdt Vonalbírók: Edward Howard Sotaro Yamaguchi |
| | 0–1         | 12:47 – R. Aharonovich (Spektor) (PP)             |                           | Játékvezető: Chris Deweerdt Vonalbírók: Edward Howard Sotaro Yamaguchi |
| | 0–2         | 28:43 – Spektor (R. Aharonovich, Kozevnikov) (PP) |                           | Játékvezető: Chris Deweerdt Vonalbírók: Edward Howard Sotaro Yamaguchi |
| | 0–3         | 32:09 – R. Aharonovich (Spektor, Mazour) (PP)     |                           | Játékvezető: Chris Deweerdt Vonalbírók: Edward Howard Sotaro Yamaguchi |
| | 0–4         | 33:06 – Kozhevnikov (Vernyy)                      |                           |                                                                        |
| | 0–5         | 34:30 – Klein (Mazour)                            |                           |                                                                        |
| | 0–6         | 35:30 – Klein (Vernyy)                            |                           |                                                                        |
| | 0–7         | 35:57 – Kozevnikov (Kozhevnikov)                  |                           |                                                                        |
| Kim M (Ri C., Ri P.) – 37:13 | 1–7         |                                                   |                           |                                                                        |
| | 1–8         | 43:26 – Klein (Kozhevnikov) (PP)                  |                           |                                                                        |
| Ri C. (SH) – 53:49 | 2–8         |                                                   |                           |                                                                        |
| | 2–9         | 57:03 – Spektor (Klein) (SH)                      |                           |                                                                        |

| 2017. április 9. 20:00 | Új-Zéland | 4–2 (2–0, 1–2, 1–0) | Mexikó | Paradice Botany Downs, Auckland Nézőszám: 518 |

| Jegyzőkönyv | Jegyzőkönyv | Jegyzőkönyv                             | Jegyzőkönyv     | Jegyzőkönyv                                                             |
| --- | ----------- | --------------------------------------- | --------------- | ----------------------------------------------------------------------- |
| | Rick Parry  | Kapusok                                 | Alfonso de Alba | Játékvezető: Gints Zviedrītis Vonalbírók: Nicholas Lee Frederic Monnaie |
| \| Ellis – 18:52 \| 1–0 \| \| \| Eaden (Ruddle) (PP) – 19:39 \| 2–0 \| \| \| \| 2–1 \| 23:54 – De la Vega \| \| Sandoy (Heyd) – 36:14 \| 3–1 \| \| \| \| 3–2 \| 38:46 – De la Vega (Ugarte, Gómez) (PP) \| \| Ratcliffe (Eaden, Polozov) – 55:40 \| 4–2 \| \| |             |                                         |                 | Játékvezető: Gints Zviedrītis Vonalbírók: Nicholas Lee Frederic Monnaie |
| 8 perc | Büntetések  | 10 perc                                 |                 | Játékvezető: Gints Zviedrītis Vonalbírók: Nicholas Lee Frederic Monnaie |
| 43 | Lövések     | 32                                      |                 | Játékvezető: Gints Zviedrītis Vonalbírók: Nicholas Lee Frederic Monnaie |
| Ellis – 18:52 | 1–0         |                                         |                 | Játékvezető: Gints Zviedrītis Vonalbírók: Nicholas Lee Frederic Monnaie |
| Eaden (Ruddle) (PP) – 19:39 | 2–0         |                                         |                 | Játékvezető: Gints Zviedrītis Vonalbírók: Nicholas Lee Frederic Monnaie |
| | 2–1         | 23:54 – De la Vega                      |                 | Játékvezető: Gints Zviedrītis Vonalbírók: Nicholas Lee Frederic Monnaie |
| Sandoy (Heyd) – 36:14 | 3–1         |                                         |                 |                                                                         |
| | 3–2         | 38:46 – De la Vega (Ugarte, Gómez) (PP) |                 |                                                                         |
| Ratcliffe (Eaden, Polozov) – 55:40 | 4–2         |                                         |                 |                                                                         |

| 2017. április 10. 13:00 | Izrael | 5–0 (1–0, 1–0, 3–0) | Törökország | Paradice Botany Downs, Auckland Nézőszám: 101 |

| Jegyzőkönyv | Jegyzőkönyv    | Jegyzőkönyv | Jegyzőkönyv  | Jegyzőkönyv                                                            |
| --- | -------------- | ----------- | ------------ | ---------------------------------------------------------------------- |
| | Maxim Gokhberg | Kapusok     | Tolga Bozacı | Játékvezető: Chris Deweerdt Vonalbírók: Edward Howard Frederic Monnaie |
| \| Mazour (Vernyy, Klein) – 08:46 \| 1–0 \| \| \| Greenberg (Kozhevnikov) – 22:03 \| 2–0 \| \| \| Klein (Vernyy, Kozevnikov) (PP2) – 46:16 \| 3–0 \| \| \| Mazour (Spektor, R. Aharonovich) (PP) – 47:11 \| 4–0 \| \| \| Mazour (Kozhevnikov, Kozevnikov) (PP) – 51:49 \| 5–0 \| \| |                |             |              | Játékvezető: Chris Deweerdt Vonalbírók: Edward Howard Frederic Monnaie |
| 14 perc | Büntetések     | 14 perc     |              | Játékvezető: Chris Deweerdt Vonalbírók: Edward Howard Frederic Monnaie |
| 33 | Lövések        | 26          |              | Játékvezető: Chris Deweerdt Vonalbírók: Edward Howard Frederic Monnaie |
| Mazour (Vernyy, Klein) – 08:46 | 1–0            |             |              | Játékvezető: Chris Deweerdt Vonalbírók: Edward Howard Frederic Monnaie |
| Greenberg (Kozhevnikov) – 22:03 | 2–0            |             |              | Játékvezető: Chris Deweerdt Vonalbírók: Edward Howard Frederic Monnaie |
| Klein (Vernyy, Kozevnikov) (PP2) – 46:16 | 3–0            |             |              | Játékvezető: Chris Deweerdt Vonalbírók: Edward Howard Frederic Monnaie |
| Mazour (Spektor, R. Aharonovich) (PP) – 47:11 | 4–0            |             |              |                                                                        |
| Mazour (Kozhevnikov, Kozevnikov) (PP) – 51:49 | 5–0            |             |              |                                                                        |

| 2017. április 10. 16:30 | Kína | 4–3 (2–0, 2–3, 0–0) | Mexikó | Paradice Botany Downs, Auckland Nézőszám: 103 |

| Jegyzőkönyv | Jegyzőkönyv | Jegyzőkönyv                       | Jegyzőkönyv     | Jegyzőkönyv                                                            |
| --- | ----------- | --------------------------------- | --------------- | ---------------------------------------------------------------------- |
| | Sun Zehao   | Kapusok                           | Alfonso de Alba | Játékvezető: Gints Zviedrītis Vonalbírók: Tyler Haslemore Nicholas Lee |
| \| Xia (Hu) (PP) – 07:46 \| 1–0 \| \| \| Liang (Lu, Zhang C.) (PP) – 18:18 \| 2–0 \| \| \| \| 2–1 \| 26:39 – Gómez (Colás, Pérez) \| \| Lu – 35:40 \| 3–1 \| \| \| Xia (SH) – 36:47 \| 4–1 \| \| \| \| 4–2 \| 37:55 – Colás (Majul, Gómez) (PP) \| \| \| 4–3 \| 39:18 – Majul (Kelo, Gómez) (PP) \| |             |                                   |                 | Játékvezető: Gints Zviedrītis Vonalbírók: Tyler Haslemore Nicholas Lee |
| 50 perc | Büntetések  | 16 perc                           |                 | Játékvezető: Gints Zviedrītis Vonalbírók: Tyler Haslemore Nicholas Lee |
| 38 | Lövések     | 40                                |                 | Játékvezető: Gints Zviedrītis Vonalbírók: Tyler Haslemore Nicholas Lee |
| Xia (Hu) (PP) – 07:46 | 1–0         |                                   |                 | Játékvezető: Gints Zviedrītis Vonalbírók: Tyler Haslemore Nicholas Lee |
| Liang (Lu, Zhang C.) (PP) – 18:18 | 2–0         |                                   |                 | Játékvezető: Gints Zviedrītis Vonalbírók: Tyler Haslemore Nicholas Lee |
| | 2–1         | 26:39 – Gómez (Colás, Pérez)      |                 | Játékvezető: Gints Zviedrītis Vonalbírók: Tyler Haslemore Nicholas Lee |
| Lu – 35:40 | 3–1         |                                   |                 |                                                                        |
| Xia (SH) – 36:47 | 4–1         |                                   |                 |                                                                        |
| | 4–2         | 37:55 – Colás (Majul, Gómez) (PP) |                 |                                                                        |
| | 4–3         | 39:18 – Majul (Kelo, Gómez) (PP)  |                 |                                                                        |

| 2017. április 10. 20:00 | Új-Zéland | 8–1 (2–1, 4–0, 2–0) | Észak-Korea | Paradice Botany Downs, Auckland Nézőszám: 407 |

| Jegyzőkönyv | Jegyzőkönyv   | Jegyzőkönyv                         | Jegyzőkönyv | Jegyzőkönyv                                                             |
| --- | ------------- | ----------------------------------- | ----------- | ----------------------------------------------------------------------- |
| | Aston Brookes | Kapusok                             | Pak Il      | Játékvezető: Scott Ferguson Vonalbírók: Justin Cornell Sotaro Yamaguchi |
| \| Challis (Heyd, Henderson) – 00:57 \| 1–0 \| \| \| \| 1–1 \| 15:20 – Kim C.-g. (Kang M., Kim N.) \| \| Ratcliffe (Craig) – 19:42 \| 2–1 \| \| \| Ruddle – 22:24 \| 3–1 \| \| \| Cox (Henderson, Challis) (PP) – 26:44 \| 4–1 \| \| \| Ruddle (Polozov, Ratcliffe) (PP) – 34:12 \| 5–1 \| \| \| Ruddle (Craig, Ratcliffe) (PP) – 39:58 \| 6–1 \| \| \| Challis (Henderson) – 59:17 \| 7–1 \| \| \| Hay (Polozov, Harrop) – 59:40 \| 8–1 \| \| |               |                                     |             | Játékvezető: Scott Ferguson Vonalbírók: Justin Cornell Sotaro Yamaguchi |
| 12 perc | Büntetések    | 16 perc                             |             | Játékvezető: Scott Ferguson Vonalbírók: Justin Cornell Sotaro Yamaguchi |
| 43 | Lövések       | 25                                  |             | Játékvezető: Scott Ferguson Vonalbírók: Justin Cornell Sotaro Yamaguchi |
| Challis (Heyd, Henderson) – 00:57 | 1–0           |                                     |             | Játékvezető: Scott Ferguson Vonalbírók: Justin Cornell Sotaro Yamaguchi |
| | 1–1           | 15:20 – Kim C.-g. (Kang M., Kim N.) |             | Játékvezető: Scott Ferguson Vonalbírók: Justin Cornell Sotaro Yamaguchi |
| Ratcliffe (Craig) – 19:42 | 2–1           |                                     |             | Játékvezető: Scott Ferguson Vonalbírók: Justin Cornell Sotaro Yamaguchi |
| Ruddle – 22:24 | 3–1           |                                     |             |                                                                         |
| Cox (Henderson, Challis) (PP) – 26:44 | 4–1           |                                     |             |                                                                         |
| Ruddle (Polozov, Ratcliffe) (PP) – 34:12 | 5–1           |                                     |             |                                                                         |
| Ruddle (Craig, Ratcliffe) (PP) – 39:58 | 6–1           |                                     |             |                                                                         |
| Challis (Henderson) – 59:17 | 7–1           |                                     |             |                                                                         |
| Hay (Polozov, Harrop) – 59:40 | 8–1           |                                     |             |                                                                         |